# Jeff Pentland
Pour les articles homonymes, voir Pentland.
Jeffrey William Pentland (né le 18 septembre 1946 à Hollywood, Californie, États-Unis) est un ancien joueur de baseball universitaire et un instructeur de baseball. En 2015, il est l'instructeur des frappeurs des Yankees de New York de la Ligue majeure de baseball.

## Carrière
Jeff Pentland est lanceur des Sun Devils de l'Université d'État de l'Arizona. Le gaucher remporte 32 victoires contre 12 défaites pour les Sun Devils et sa moyenne de points mérités de 2,25 est l'une des 10 meilleures de l'histoire de cette université. Mais Pentland, un gaucher, admet ne pas être particulièrement emballé par le travail de lanceur et tente de percer les rangs du baseball majeur comme frappeur et joueur de position. Il évolue dans les ligues mineures de baseball comme joueur de premier but de 1968 à 1971, les deux dernières années avec des clubs affiliés aux Padres de San Diego de la Ligue majeure de baseball. Il joue en 1970 en Triple-A avec les Bees de Salt Lake City mais ne dépasse pas ce niveau.
Employé de l'Université d'État de l'Arizona puis, brièvement, de l'Université d'État de Wichita, Pentland est engagé par une nouvelle franchise de la Ligue majeure de baseball, les Marlins de la Floride, pour qui il devient dépisteur en 1992 et 1993, puis instructeur des frappeurs dans les ligues mineures de 1993 à 1996. Il obtient son premier emploi avec un club des majeures chez les Marlins, qui le nomment instructeur des frappeurs le 8 juillet 1996 en remplacement de José Morales.
Après la saison 1996, Pentland rejoint l'organisation des Mets de New York comme coordonnateur à l'offensive dans les ligues mineures, mais quitte en cours d'année lorsqu'il est le 14 juillet 1997 engagé comme instructeur des frappeurs des Cubs de Chicago, succédant à Tony Muser dans ce rôle. Pentland demeure en poste chez les Cubs pendant 5 ans et demi, jusqu'à la fin de la saison 2002.
Le 3 octobre 2002, Jeff Pentland est nommé instructeur des frappeurs des Royals de Kansas City en remplacement de Lamar Johnson. Même si les Royals, sous les ordres de Tony Peña, réalisent en 2004 ce qui sera leur seule saison gagnante dans une période de 19 ans, la situation dégénère la saison suivante : Peña démissionne au début mai 2005 et, le 30 mai suivant, Pentland est congédié par le club.
Du début de la saison 2006 à juin 2008, Pentland est l'instructeur des frappeurs des Mariners de Seattle. Après une bonne saison 2007, les Mariners éprouvent des difficultés en offensive l'année suivante. Pentland est l'un de ceux qui écopent : les Mariners, en route vers une saison 2008 de 101 défaites, remercient Pentland le 9 juin.
Plus tard en 2008, il rejoint l'organisation des Dodgers de Los Angeles. Il y est instructeur des frappeurs avec des clubs affiliés en ligues mineures avant d'accéder aux mêmes fonctions avec le grand club pour la saison 2011 lorsque son prédécesseur dans ce rôle, Don Mattingly, est nommé gérant des Dodgers. L'expérience est de courte durée puisque Pentland est congédié le 20 juillet 2011.
Au début 2012, Pentland retourne à l'organisation des Mariners de Seattle, qui en font l'instructeur des frappeurs des Rainiers de Tacoma, leur club-école. En septembre suivant, une fois la saison de ligue mineure terminée, Pentland est dépêché à Seattle pour prêter main-forte à l'instructeur des frappeurs Chris Chambliss pour le dernier mois de la campagne.
Préférant un emploi au niveau majeur en 2013, Pentland décide d'attendre une offre mais se retrouve en sabbatique forcée lorsque celle-ci ne vient pas. En 2014, il retourne chez les Marlins de Miami, 20 ans après son premier passage avec la franchise. Pendant une année, il est leur coordonnateur de l'offensive en ligues mineures.
En janvier 2015, Pentland est de retour dans les majeures lorsqu'il succède à Kevin Long comme instructeur des frappeurs des Yankees de New York. Il hérite d'un lourd mandat après deux années où les Yankees compilent un nombre de victoires respectable principalement grâce à leurs lanceurs. Sous la direction de Long, l'attaque new-yorkaise est incapable de produire avec constance en 2014, et ce malgré des changements dans l'effectif en cours de route. Pentland s'amène chez les Yankees avec Alan Cockrell comme assistant.

## Vie personnelle
Jeff Pentland et son épouse Elizabeth ont deux enfants.
Pour ses performances comme joueur, Pentland est en 2002 intronisé au temple de la renommée des Sun Devils d'Arizona State.